# DOMELRE

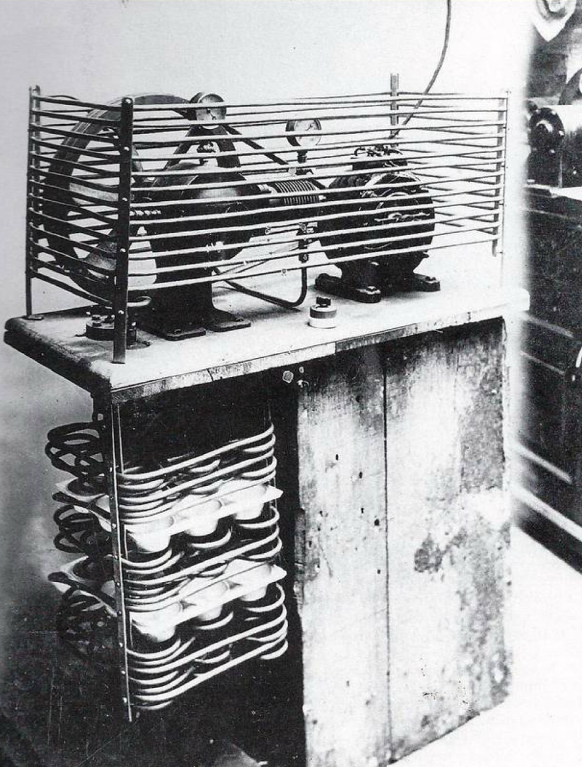
Lodówka DOMELRE ok. 1914

DOMELRE (DOMestic ELectric REfrigerator) – nazwa pierwszej na świecie elektrycznej chłodziarki sprężarkowej, przeznaczonej do użytku domowego.
Została ona wyprodukowana przez Freda W. Wolfa i trafiła do sprzedaży w Chicago (Stany Zjednoczone) w 1913 roku. Był to agregat chłodniczy przeznaczony do montażu na górze szafy. Wewnątrz tak powstałej lodówki znajdował się parownik, który chłodził powietrze, natomiast silnik, sprężarka i skraplacz pozostawały na zewnątrz. Jako czynnik chłodniczy użyty został toksyczny dwutlenek siarki (R 764).
Urządzenie nie odniosło sukcesu rynkowego, ponieważ było dość duże i kosztowało ok. 900$, co przekraczało możliwości finansowe potencjalnych klientów. Również w 1913 roku firma AEG z Norymbergi wyprodukowała pierwszą chłodziarkę sprężarkową w Europie.